# Michaela Šojdrová
Michaela Šojdrová (ur. 28 października 1963 w Kromieryżu) – czeska polityk i nauczycielka, długoletnia deputowana krajowa, posłanka do Parlamentu Europejskiego VIII i IX kadencji, w 2010 pełniąca obowiązki przewodniczącego Unii Chrześcijańskiej i Demokratycznej – Czechosłowackiej Partii Ludowej (KDU-ČSL).

## Życiorys
W 1987 ukończyła studia na wydziale ogrodnictwa Wyższej Szkoły Rolniczej w Brnie, pracowała jako projektantka ogrodów. Później była nauczycielką języka francuskiego w rodzinnej miejscowości. W 1989 zaangażowała się w działalność Czechosłowackiej Partii Ludowej, na bazie której powstała następnie KDU-ČSL. W 1996 po raz pierwszy uzyskała mandat deputowanej do Izby Poselskiej, reelekcję uzyskiwała w 1998, 2002 i 2006, zasiadając w niższej izbie czeskiego parlamentu do 2010. Pełniła funkcję wiceprzewodniczącej i przewodniczącej frakcji poselskiej chadeków, a w 2009 została wiceprzewodniczącą ugrupowania. Zainicjowała też powstanie partyjnej organizacji kobiecej.
W maju 2010 po porażce wyborczej swojej partii i rezygnacji Cyrila Svobody objęła obowiązki przewodniczącego partii. W listopadzie tego samego roku ubiegała się o tę funkcję na zjeździe KDU-ČSL, przegrywając jednak z Pavlem Bělobrádkiem. W tym samym roku została zatrudniona w czeskiej inspekcji szkolnej.
W 2014 z listy ludowców została wybrana na eurodeputowaną VIII kadencji. W 2019 z powodzeniem ubiegała się o reelekcję.
Michaela Šojdrová jest mężatką, ma dwóch synów.